# 亞歷山大丹尼士Enviro 200
亞歷山大丹尼士Enviro 200（英語：Alexander Dennis Enviro 200），前稱TransBus Enviro 200，是一款由英國亞歷山大丹尼士生產的一款低地台中型巴士，在2003年的Coach & Bus 2003車展登場，原本計劃取代丹尼士飛鏢SLF。
亞歷山大丹尼士Enviro 200 Dart（英語：Alexander Dennis Enviro 200 Dart）是一款由英國亞歷山大丹尼士生產的兩軸單層巴士。它也是亞歷山大丹尼士製造的其中一款Enviro系列巴士，於2006年面世，主要取代飛鏢SLF及Pointer車身。

## Transbus Enviro 200 (第一代)

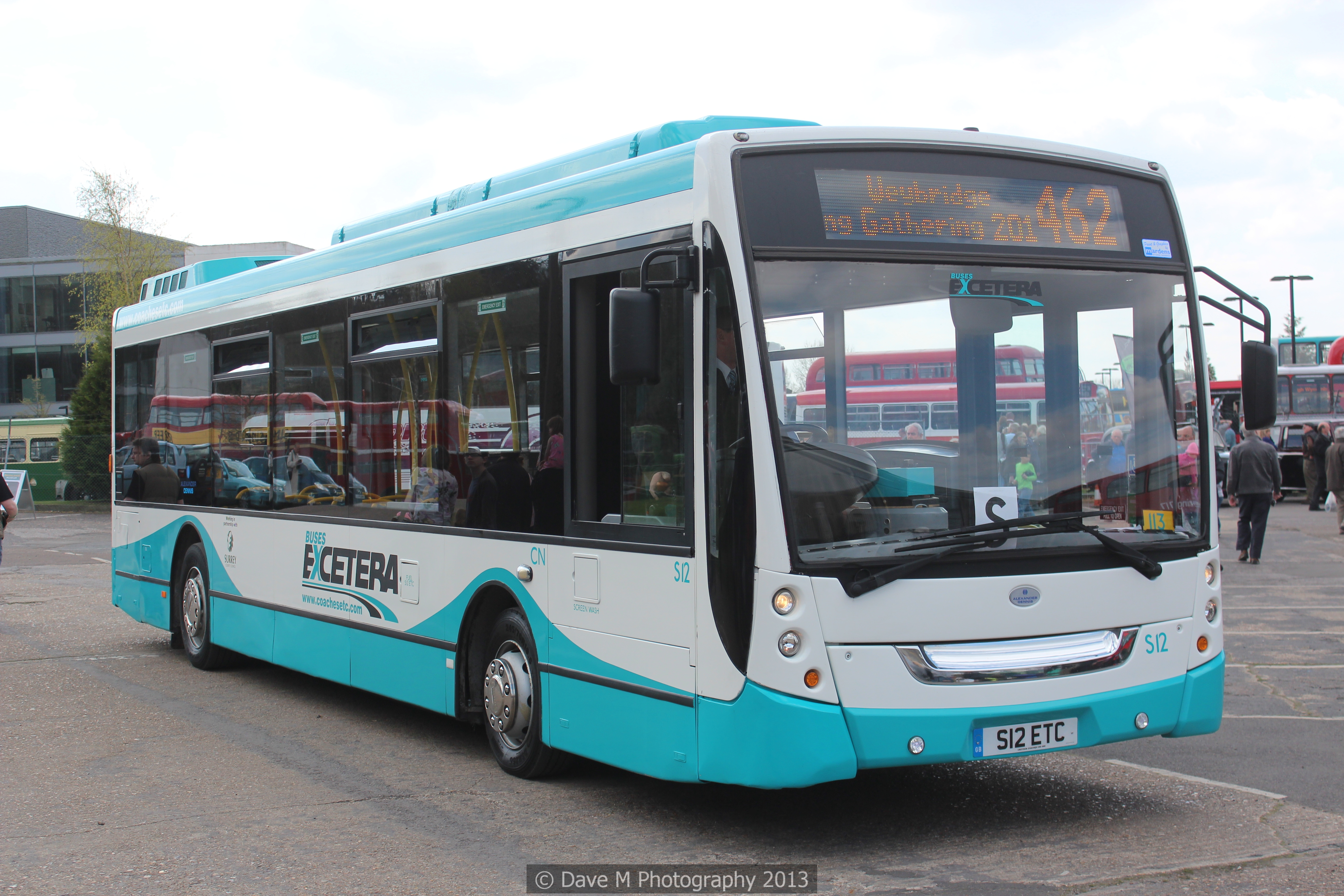
第一代Enviro 200

巴士的設計有別於當時英國的中型巴士，車頭和車尾均設有車門，而引擎則放置於車尾右邊，令低地台空間可以伸延到車尾；而尾軸車輪直徑比頭軸車輪大，但採用單尾胎設計，令尾軸上面的通道更寛闊。車尾頂部有一個稱為Enviro Pack的裝置，用作散熱及排放廢氣。Enviro 200採用底盤車身一體化設計，車身由TransBus自行生產。
Enviro 200分為柴油版及柴油/電力混合驅動版。柴油版採用康明斯ISBe歐盟三型引擎，連接Voith DV500波箱，驅動尾軸。而混能版（稱為TransBus Enviro 200H）則以康明斯ISBe歐盟三型引擎為發電機，車頂有電池，尾軸由馬達驅動。
管理英國倫敦交通的Transport for London曾計劃接收多輛Enviro 200H，原定於2004年投入服務。不過TransBus於2004年3月31日連同其大股東Mayflower Corporation一同被接管，其後TransBus被收購並改名為亞歷山大丹尼士之後需要重組，結果該批巴士的訂單不了了之。Transport for London於2005年改訂另一款混能中型巴士Wright Electrocity。
其後，亞歷山大丹尼士再向市場推廣Enviro 200，並調派一輛樣辦車往倫敦給多間巴士公司試用，但未能取得訂單。英國的Southdown PSV公司曾經有兩輛Enviro 200倉貨，其後被服務英格蘭東部的Far East Travel買入，兩輛巴士於2007年投入服務。

## Enviro200 Dart (第二代)
第二代Enviro200稱為Enviro200 Dart。

### 設計
Enviro 200 Dart的底盤可以配合康明斯ISBe歐盟四型／歐盟五型四／六氣缸環保標準引擎，採用SCR選擇性還原催化裝置，需要添加AdBlue。另外配合Allison T280R五前速波箱、Allison 2100四/五前速波箱、Voith DIWA 823.3E三前速波箱或Voith DIWA 854.5四前速波箱，車身採用鋁製支架，玻璃纖維外殼。巴士車廂佈局、空調及暖氣視乎按照用家需要。
Enviro 200可裝配原廠車身以達致底盤車身一體化，車嘴沿用同廠Enviro 400的設計。而底盤可裝配東蘭開夏／Darwen／Optare Esteem（已於2009年停產）或者MCV Evolution車身。於2007年初，亞歷山大丹尼士宣佈Enviro 200車身可配猛獅14.240（代號A66）底盤。
Enviro 200原先在亞歷山大丹尼士位於蘇格蘭Falkirk的廠房裝嵌車身，但自2007年中開始，車身裝嵌逐步轉移到屬下Plaxton位於英格蘭Scarborough的廠房。
2008年底，亞歷山大丹尼士在Euro Bus Expo 2008展覽會展出Enviro 200的柴油／電力混合驅動版Enviro 200H，沿用BAE Systems的HybriDrive驅動系統，並以康明斯ISBe四氣缸引擎發電。

### 英國

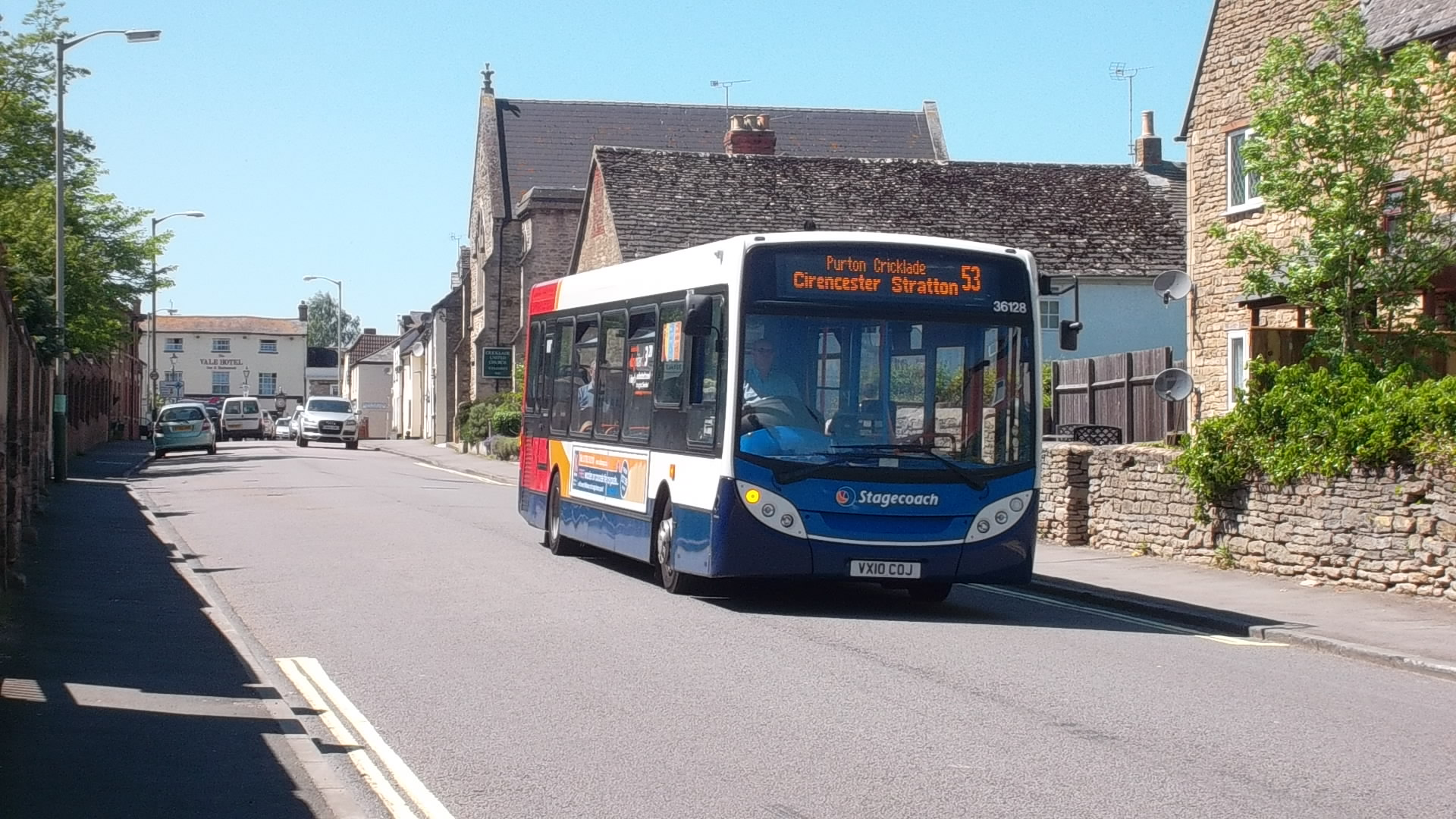
服務捷達西部的Enviro 200 Dart

Enviro 200在英國倫敦多間巴士公司使用，行走倫敦的合約巴士線，另外在倫敦以外不少巴士公司購入，包括大規模的巴士集團捷達集團、爱瑞发及第一集團。2009年，5架Enviro 200H於英國倫敦開始試行，由Transdev London（現London United）營運。

### 香港
由於香港的路面環境遠比英國惡劣，車身亦需裝上空調機，故引擎馬力需有所調整，香港版本全選用康明斯ISBe歐盟四型／歐盟五型六氣缸環保標準引擎，但馬力則由英國原廠設定的205匹（151kW）提升至225匹（165kW）。最大扭力則調至850Nm。

### 港鐵巴士

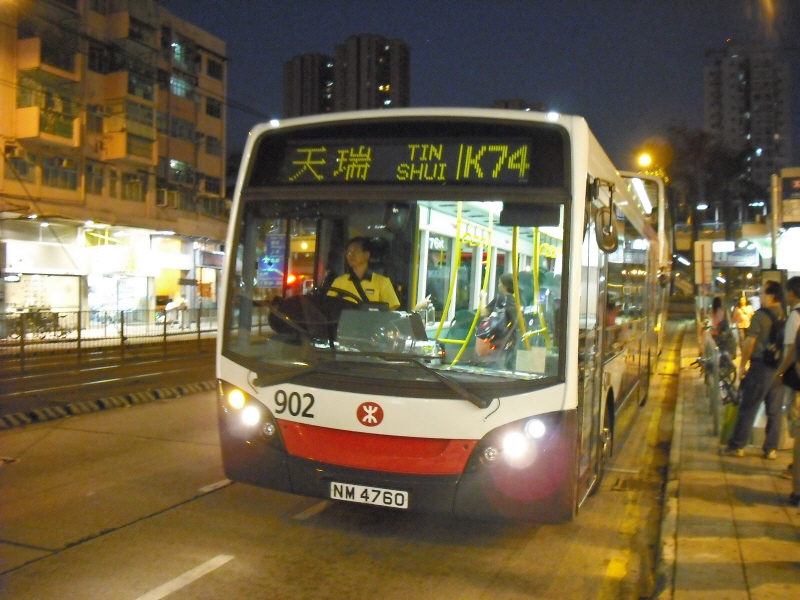
港鐵的Enviro 200 Dart 巴士外觀

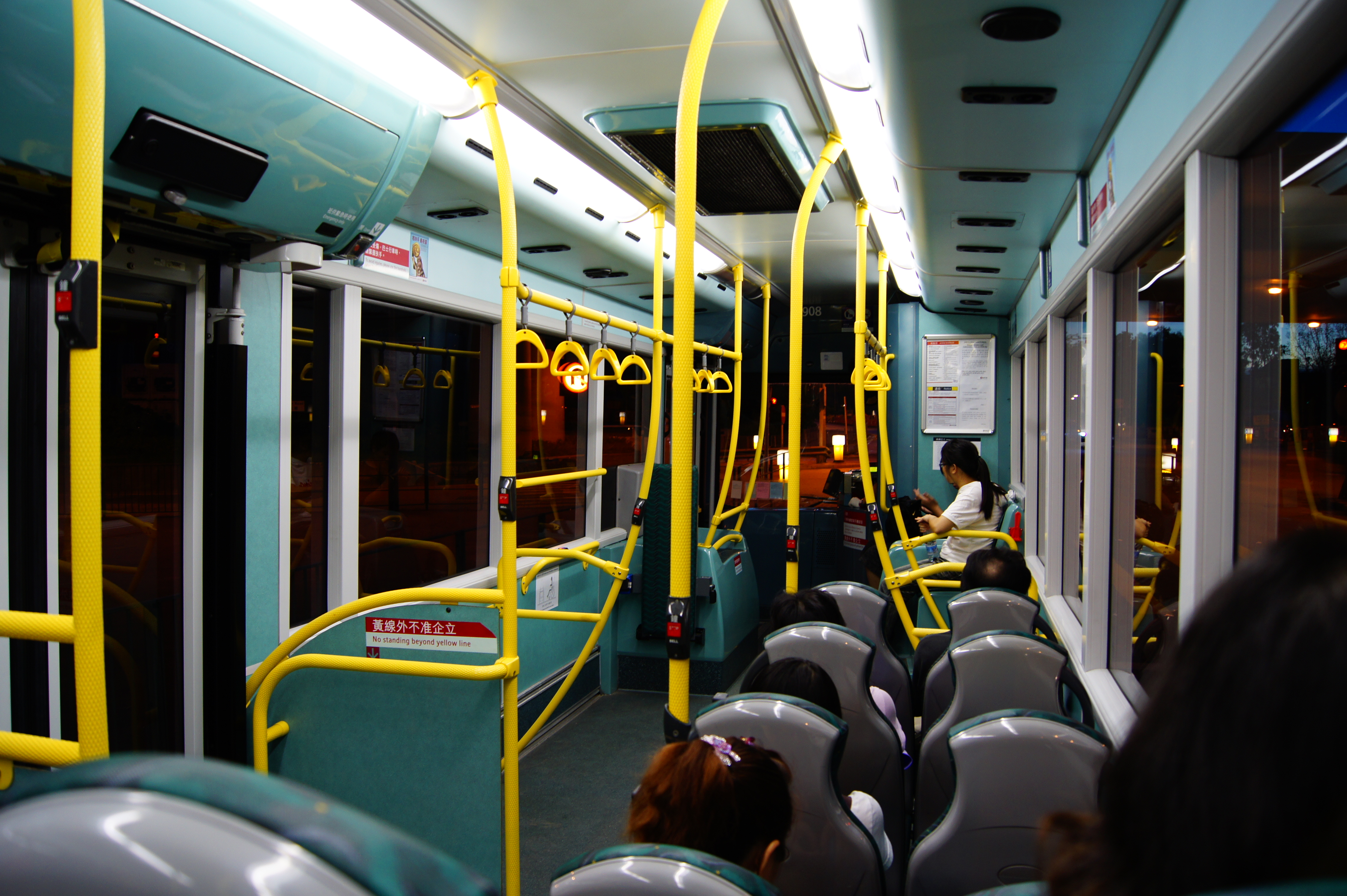
港鐵的Enviro 200 Dart 巴士內部

2007年1月12日，九廣鐵路公司宣佈購買11輛11.3米Enviro 200 Dart歐盟四型單層巴士（編號901-911），用以取代車齡約17年的三菱MK117J單層巴士（編號301-311），並全數租予港鐵公司使用。使港鐵成為香港境內首間使用此款型號的公共交通機構。
2008年8月1日，首輛Enviro 200 Dart單層巴士扺港並由工作人員駕駛至港鐵火炭巴士車廠。巴士於車輛調較完成及領取客運營業證後，編號901（NM4716）和902（NM4760）的巴士並於2008年8月31日下午正式首航K68線，其餘9輛（903-911）亦已於同年11月7日至2009年3月6日全數出牌及投入服務。全數11輛巴士加入港鐵巴士（新界西北）車隊，初期服務於屯門區及元朗區。這款巴士被安排以企位為主的車廂環境，全車設有27名座位乘客和50企位乘客。
2010年至2011年初，港鐵開始為巴士換上新車身色調。車身以白色為底色，加上代表三條輕鐵路綫的紫色及綠色綫條，與輕鐵的新塗裝看齊，取代源於九鐵的車身色彩。
隨著新界西北的人口不斷增加，此批車的低載客量已不敷應付客量增加的需求，因此港鐵巴士於2015年12月起逐步將整批Enviro200 Dart調離日常運作。而以往使用這批車輛作主力的K75及K75S綫亦於2016年1月末改用雙層巴士作主力，意味著這批車已被投閒置散。為善用資源，港鐵巴士安排這批巴士用作港鐵免費接駁巴士路線的訓練巴士、港鐵免費接駁巴士、員工接送車，以及於平日繁忙時間間中支援K58綫、K75S綫及港鐵接駁巴士各路線的特別班次。
2015年10月25日起，港鐵安排兩輛Enviro200 Dart於每日清晨六點至凌晨零時，分別在寶琳站及香港站待命。同年12月20日擴展至尖東站、九龍塘站、長沙灣（甘泉街）南（荔枝角站）及荃灣西站。2016年6月，新增長沙灣（甘泉街）北為待命地點，方便調配停泊位置。日間時份間中安排港鐵職員進行港鐵免費接駁巴士訓練，當鄰近的港鐵車站鐵路服務受阻而需動用港鐵免費接駁巴士時，會安排待命的巴士行走相應的接駁路綫，凌晨及清晨時份則用作員工接送車。
由於這些巴士不屬於專利巴士，故港鐵須替這些巴士申領相關巴士總站的禁區許可證以便駛入和停泊，禁區許可證上註明這些巴士不能阻礙公共交通公具進出及同一時間只能停泊一輛巴士。過往曾經有候命巴士停泊在沒有得到禁區許可證許可的調景嶺站公共運輸交匯處期間，因阻塞站內交通而遭警方票控。

### 九龍巴士

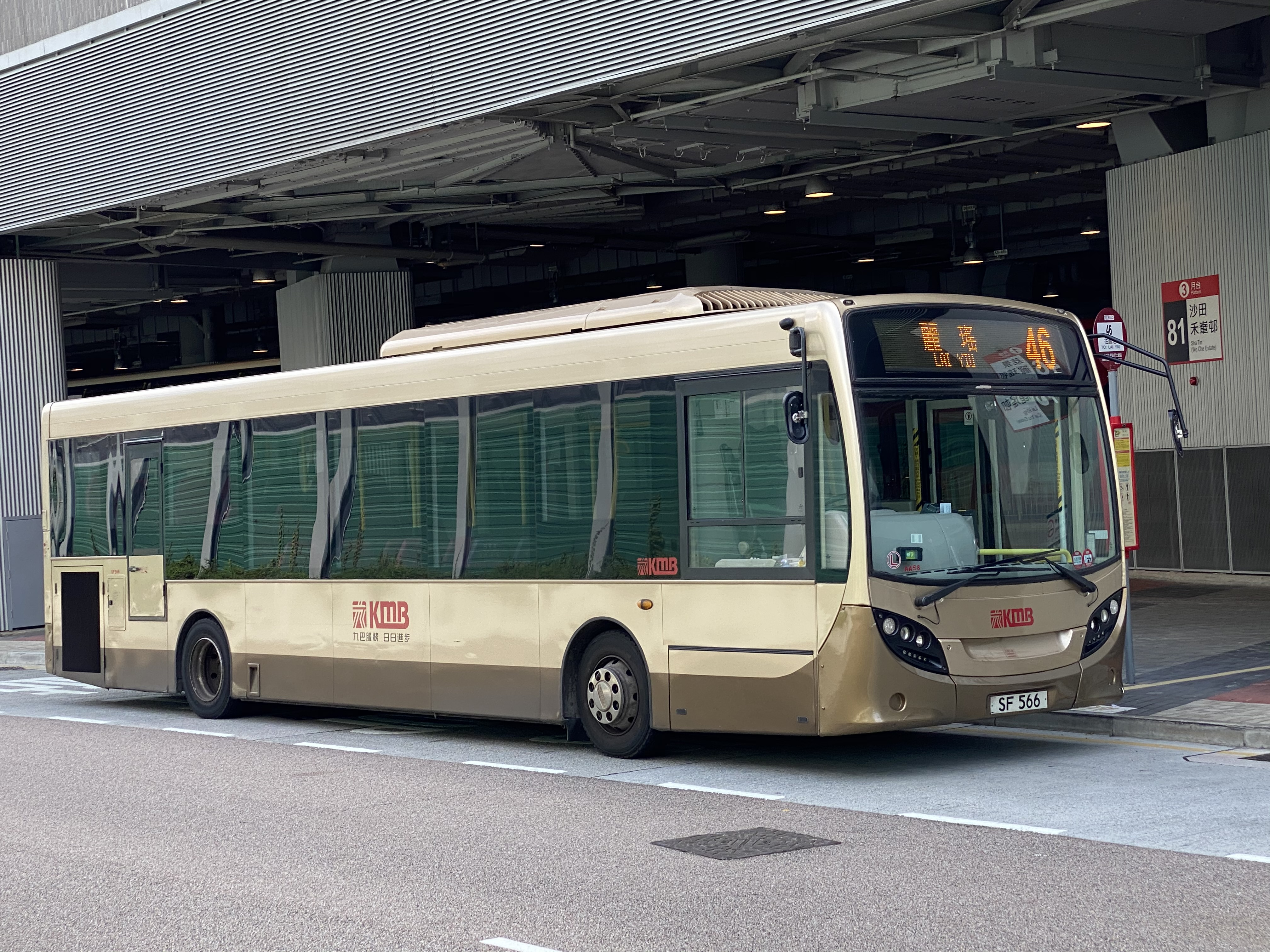
九龍巴士的Enviro 200 Dart（單門設計）

九龍巴士於2010年訂購30輛10.4米Enviro 200 Dart，配備歐盟五型至六型之間排放標準（環境友好/EEV）引擎，取代年事已高而直接退役的1993年三菱MK117、1995年三菱MK217及1994年丹尼士飛鏢單層巴士。首部巴士（車牌號碼︰PU4458，車隊編號︰AAU1）已於2010年10月17日抵港，並在2011年3月30日正式出牌，其餘29輛Enviro 200 Dart（AAU2-30）已於同年4月28日至9月14日全數出牌及投入服務。其中十四部巴士（AAU1、2、3、6、7、8、10、13、14、16、18、21、22、23）安裝手動減速器，
以便行駛陡峭的荃錦公路的51線。現時該批巴士主要行走客量較低或有用車限制的路線，包括8A、51、53、54及211線，於清明節及重陽節期間更會行走14S線。 AAU於2016年9月全數更換LED光管照明。
2012年，九龍巴士訂購11輛10.4米Enviro 200 Dart，新車配置了Hanover發光二極管（LED）橙色電子顯示屏，上海凱倫自動報站機，Vogel Revo S 座椅，改用單門設計，取代年事已高而直接退役的1996年丹尼士飛鏢單層巴士；首部巴士（車牌號碼︰SE5971，車隊編號︰AAS1）已於2013年4月抵港，並於8月26日正式出牌，其餘10輛Enviro 200 Dart（AAS2-11）已於同年8月27日至9月20日全數出牌及投入服務。該批巴士目前除AAS5及6被調往九龍灣車廠外，其餘均屬於荔枝角車廠，現時主要行走2D、46、203C及208線。

### 愉景灣交通服務
2014年2月8日，愉景灣交通服務證實訂購首批五輛Enviro200 Dart單層巴士，全數已於2014年3月1日抵港；當中有一輛長度為11.3米，其餘四輛長度為10.4米。其中3輛長度10.4米巴士（DBAY5、36、37）已於2014年4月11日正式出牌，並於4月16日正式投入服務。另外1輛11.3米巴士（DBAY135）已於2014年4月16日正式出牌，4月17日正式投入服務。

### 珀麗灣客運
珀麗灣客運於2016年分兩批訂購輛11.3米Enviro 200 Dart巴士，配備歐盟五型至六型之間排放標準（環境友好/EEV）引擎，現時主要行駛NR330（青衣綫）和NR332（葵芳綫）。這批車是該型號全球最後的訂單，之後隨即停產，並停止接受新訂單及開始清售貨尾。

## 配Enviro 200車身的猛獅底盤
配Enviro 200的猛獅14.240，自2008年，英國捷達已經接收82部。另外倫敦Metrobus公司在2008年接收3部。

## 外部連結
- Enviro 200 Dart型號官方說明（英文）
- 香港巴士大典上的相关条目：Enviro200 Dart